# Jean-Joseph Rabearivelo
Jean-Joseph Rabearivelo (Antananarivo, 4 de março de 1901 ou 1903 – Antananarivo, 22 de junho de 1937), nascido Joseph-Casimir Rabearivelo, foi um poeta malgaxe que é amplamente considerado o primeiro poeta moderno de África e o maior artista literário de Madagáscar. Parte da primeira geração criada sob a colonização francesa, Rabearivelo cresceu pobre e não conseguiu concluir o ensino médio. A sua paixão pela literatura francesa e pela poesia tradicional malgaxe (ohabolana) levou-o a ler extensivamente e a educar-se numa série de assuntos, incluindo a língua francesa e as suas tradições poéticas e prosas. Publicou os seus primeiros poemas ainda adolescente em revistas literárias locais, rapidamente conseguindo um emprego numa editora onde trabalhou como revisor e editor das suas revistas literárias. Publicou inúmeras antologias de poesia em francês e malgaxe, bem como críticas literárias, uma ópera e dois romances.
O período inicial de poesia de inspiração modernista de Rabearivelo demonstrou habilidade e atraiu a atenção da crítica, mas aderiu estritamente às convenções tradicionais do género. A poesia surrealista que compôs a partir de 1931 mostrou maior originalidade, granjeando-lhe fortes elogios e aclamação. Apesar da crescente atenção crítica nas resenhas internacionais de poesia, Rabearivelo nunca teve acesso aos círculos sociais da elite de Madagáscar colonial. Ele sofreu uma série de decepções pessoais e profissionais, incluindo a morte da sua filha, a decisão das autoridades francesas de excluí-lo da lista de expositores da Exposição Universal de 1937 em Paris e uma dívida crescente agravada pelo seu vício em mulheres e ópio. Após o suicídio de Rabearivelo por envenenamento por cianeto em 1937, ele passou a ser visto como um mártir colonial.
A morte de Rabearivelo ocorreu pouco antes do surgimento do movimento Négritude, altura em que o poeta malgaxe estabeleceu uma reputação internacional entre figuras literárias como Léopold Sédar Senghor como o primeiro poeta moderno de África. O governo de Madagáscar declarou Rabearivelo o seu poeta nacional após a independência em 1960. O legado e a influência das suas obras continuam a ser sentidos e as suas obras são tema de estudo académico contínuo. Poetas malgaxes modernos e figuras literárias, incluindo Elie Rajaonarison, citaram-no como uma grande inspiração. Uma rua e uma escola secundária em Antananarivo foram nomeadas na sua homenagem, assim como uma sala dedicada na Biblioteca Nacional de Madagáscar.

## Biografia

### Infância
Jean-Joseph Rabearivelo, nascido Joseph-Casimir, nasceu no dia 4 de março de 1901 ou 1903 em Ambatofotsy (norte de Antananarivo), Madagáscar; era o único filho de uma mãe solteira descendente da casta Zanadralambo ("filhos de Ralambo") da Merina andriana (nobres). Quando os franceses colonizaram Madagáscar em 1897, os nobres Merina, incluindo a mãe de Rabearivelo, perderam os privilégios, prestígio e riqueza a que tinham direito sob a antiga monarquia, o Reino de Imerina. Madagáscar era uma colónia francesa há menos de uma década quando Rabearivelo nasceu, situando-o entre a primeira geração de malgaxes a crescer sob o sistema colonial francês. Rabearivelo primeiro estudou na escola Frères des Écoles Chrétiennes no bairro abastado de Andohalo, e depois foi transferido para o prestigioso Collège Saint-Michel, onde foi expulso por falta de disciplina, baixo desempenho académico, e a pela sua relutância em tornar-se religiosamente praticante. Ele terminou os seus estudos na École Flacourt em 1915. Acredita-se que publicou os seus primeiros poemas aos 14 anos na revista literária Vakio Ity sob o pseudónimo K. Verbal.
Depois de deixar a escola trabalhou numa variedade de empregos de baixa qualificação, incluindo como designer de rendas, um jovem de recados e um secretário e intérprete para um administrador distrital. Durante este período desenvolveu uma paixão pela literatura francesa dos séculos XIX e XX e aprimorou a sua fluência na língua francesa; ele também começou a aprender inglês, espanhol e hebraico. Ele então mudou o seu nome para Jean-Joseph Rabearivelo para ter as mesmas iniciais de Jean-Jacques Rousseau, continuando a usar ocasionalmente pseudónimos, incluindo "Amance Valmond" e "Jean Osmé". Rabearivelo ficou particularmente atraído por poetas e escritores que eram párias na sua própria sociedade, incluindo Baudelaire e Rimbaud.

### Período inicial
Em 1920 Rabearivelo foi contratado como bibliotecário assistente no clube social Cercle de l'Union. Nesse mesmo ano redigiu o seu primeiro livro, um pequeno romance escrito em língua malgaxe. Neste período ele começou a trocar correspondência com uma ampla gama de escritores de todo o mundo, incluindo André Gide, Paul Valéry, Jean Amrouche, Paul Claudel e Valery Larbaud, e gastou grandes quantias de dinheiro para comprar livros e enviá-los para Madagáscar. Por estes meios acumulou uma colecção diversificada que constituiu a biblioteca mais rica da ilha. Em 1924 conseguiu um emprego como revisor na editora Imprimerie de l'Imerina, cargo que continuaria a ocupar pelo resto da sua vida. Em 1921 fez amizade com burocratas coloniais franceses de alto nível que partilhavam a sua paixão pela literatura francesa, incluindo Robert Boudry, gerente financeiro da colónia, e Pierre Camo, magistrado postal de Madagáscar e fundador da revista literária 18° Latitude Sud.
Ele publicou a sua primeira coleção de poemas, La coupe de cendres ("A Taça de Cinzas") em 1924; no mesmo ano também traduziu doze poemas em língua malgaxe inéditos para o francês e publicou-os em revistas literárias, incluindo 18° Latitude Sud em Antananarivo e La Vie em Paris. Esta publicação lançou-o nos círculos intelectuais e culturais da alta sociedade de Antananarivo, onde se estabeleceu como líder de Madagáscar não apenas em poesia e prosa, mas como um estimado jornalista, crítico de arte, tradutor e escritor de ensaios e peças.
Em 1925 publicou um romance histórico chamado L'Aube Rouge ("A Aurora Vermelha") sobre os últimos anos do Reino de Imerina. Nele homenageou Rainandriamampandry, o governador de Toamasina que foi executado pelos franceses em 1896 pelo seu suposto papel na rebelião de Menalamba. Rabearivelo publicou as suas segunda e terceira antologias poéticas, Sylves ("Woodlands") e Volumes, em 1927 e 1928, respectivamente. Ele também publicou o seu segundo romance histórico em 1928, L'interférence ("Interferência"), que retrata a vida de uma família nobre desde os últimos anos da monarquia até à colonização. Ao longo da década de 1920 ele traduziu as obras de poetas e escritores estrangeiros para malgaxe, incluindo Baudelaire, Rimbaud, Laforgue, Rilke, Whitman e Góngora; ele também traduziu o tradicional kabary (oratório) malgaxe para o francês para publicação em revistas literárias de língua francesa.
Em 1926 Rabearivelo casou-se com Mary Razaftrimo, filha de um fotógrafo local, e juntos tiveram cinco filhos. Ele também era um mulherengo e consumia grandes quantidades de álcool e ópio, ficando cada vez mais dependente das substâncias após a morte da sua filha. Rabearivelo lutava constantemente com dívidas e, apesar da sua crescente fama e sucesso artístico, não conseguiu livrar-se da pobreza.

### Últimos anos
Ao longo da década de 1930 Rabearivelo juntou-se a outros poetas e escritores malgaxes num movimento literário emergente denominado "Hitady ny Very" ("A Busca por Valores Perdidos"), que procurava promover as artes literárias e orais tradicionais de Madagáscar. Juntamente com os colegas artistas Charles Rajoelisolo e Ny Avana Ramanantoanina, em agosto de 1931, ele fundou uma revista literária chamada Ny Fandrosoam-baovao ("Novo Progresso") para promover a poesia em língua malgaxe. Publicou mais duas antologias de trinta poemas cada: Presque-Songes ("Imagens de sonho") (1931) e Traduit de la nuit ("Traduzido da noite") (1932). Como experiência, escreveu versões malgaxes e francesas de cada poema desses dois livros; as versões francesas foram publicadas em 1934 e 1935, respectivamente. Durante o resto da sua vida concentrou-se principalmente na tradução de hainteny (poesia tradicional malgaxe) para o francês, trabalho que foi publicado postumamente. Ele também escreveu a primeira e única ópera de Madagáscar, Imaitsoanala (1935), batizada em homenagem à lendária heroína mãe do rei Ralambo ; foi musicada por Andriary Ratianarivo e interpretada pela Trupe Jeanette de Ratianarivo no Teatro Municipal de Isotria em Antananarivo.
Em 1933 a sua filha de três anos, Voahangy, adoeceu e morreu. Rabearivelo ficou profundamente afectado por essa perda e mergulhou numa dor da qual nunca se recuperou. A sua última filha, que nasceu em 1936, ele baptizou Velomboahangy ("Voahangy Alive"). O tema da morte tornou-se então proeminente e recorrente nas suas obras e diário.
A alta sociedade colonial de Antananarivo apresentou o trabalho de Rabearivelo como evidência do sucesso da política de assimilação francesa e dos efeitos benéficos do colonialismo em África. Nos seus diários o poeta escreveu que se sentia "usado" pelas autoridades francesas em Madagáscar. O governador Montagné concedeu-lhe uma afiliação (membre correspondente) com a Académie Malgache em 1932. Contudo, em 1937 a confiança de Rabearivelo nas mensagens e gestos de assimilação da alta sociedade colonial de Antananarivo foi traída. Foi preso por três dias por falta de pagamento de impostos, pena da qual deveria estar isento devido à sua condição de funcionário de baixo escalão da administração colonial. Também foi-lhe prometido que representaria Madagáscar na Exposição Universal de 1937 em Paris, mas em Maio de 1937 as autoridades coloniais informaram-lhe que não faria parte da delegação da ilha. Consequentemente, Rabearivelo ficou amargurado com a França e a sua mensagem colonial de assimilação, um sentimento fortemente expresso nos seus diários. Ele também foi rejeitado pela alta sociedade malgaxe, que condenou o seu comportamento e pontos de vista não convencionais, principalmente à luz do seu papel como marido e pai. Os seus compatriotas também o desprezaram pela sua ânsia percebida em abraçar o domínio e a cultura colonial francês.
Rabearivelo ficou profundamente perturbado com essas decepções e os seus crescentes problemas financeiros crónicos, além da dor contínua que sentia pela morte da sua filha. No dia 19 de junho de 1937 um amigo francês informou-o de que a sua esperança de conquistar um cargo oficial mais alto dentro da autoridade administrativa nunca se iria concretizar, pois ele era em grande parte autodidacta e não possuía os diplomas necessários. Tendo apostado o seu futuro numa carreira no governo, Rabearivelo começou a refletir sobre a sua própria morte no seu diário, escrevendo "Talvez alguém precise morrer para ser considerado sincero".

### Falecimento
Rabearivelo cometeu suicídio por envenenamento com cianeto na tarde de 22 de junho de 1937. Na época ele pode ter estado gravemente doente com tuberculose. Na manhã do seu suicídio, Rabearivelo completou várias obras inacabadas; ele então ingeriu catorze cápsulas de 250 miligramas de quinina com água às 13h53, seguidas às 14h37 por dez gramas de cianeto de potássio. Antes de morrer ele escreveu um poema final e queimou os cinco primeiros volumes do seu diário pessoal, os Calepins Bleus ("Cadernos Azuis", 1924–1937), deixando quatro volumes de aproximadamente 1 800 páginas que documentam a sua vida após 4 de janeiro de 1933. Nas suas anotações finais no diário, ele registou a experiência detalhada do seu suicídio, concluindo com a sua última anotação às 15h02. Na época da sua morte, apenas metade das suas vinte obras literárias havia sido publicada; as restantes foram publicadas postumamente.

## Estilo e influências
Com notável originalidade, [Rabearivelo] sintetizou o surrealismo urbano predominante na Europa com o seu próprio ambiente comparativamente bucólico. Em Rabearivelo é-nos oferecido ... o imaginário descontroladamente inovador do realismo moderno, permeado com a essência da poesia oral tradicional. Ao ler Rabearivelo, ao contrário de muitos outros poetas modernos de influência surrealista, nunca sentimos que nos foi dada uma demonstração supérflua de destreza linguística desprovida de significado ... Aqui, sabemos, há algo de relevante sendo poeticamente manifestado por um homem isolado numa ilha, que deseja comunicar os seus pensamentos ao resto do mundo. Os seus poemas são muitas vezes enganadoramente simples, excepcionalmente surreais, mas lógicos, sensuais e abstratos - mas carregam sempre a distinção de serem infundidos com sinceridade inegável.

— Robert Ziller, Traduzido da Noite
A primeira obra poética de Rabearivelo, La coupe de cendres (1924), demonstra o evidente domínio da métrica e do ritmo nas suas primeiras obras, apesar da ausência de inovação nos modelos clássicos de poesia que utiliza. As obras que se seguem a este esforço inicial podem ser agrupadas em duas fases, sendo a primeira fortemente influenciada pelas escolas de poesia simbolista e romântica, e a segunda refletindo uma maior criatividade e individualidade na expressão pessoal, e com um interesse recorrente em conciliar uma imagem mental de um "passado mítico" com uma "modernidade alienante".
No período romântico, tipificado por Sylves (1927) e Volumes (1928), os poemas de Rabearivelo são mais curtos e refletem uma forma mais pura de modelos tradicionais. Ele identificou-se a si mesmo e ao seu trabalho como pós-simbolista no início da sua carreira artística. Em relação às obras de Rabearivelo desse período, o editor Jacques Rabemananjara reconheceu o talento evidente do poeta, mas criticou a sua adesão excessiva à forma e às convenções poéticas em detrimento da inovação e da auto-expressão genuína.
A partir de 1931 as suas obras começam a mudar de tom e mostram as influências do surrealismo e do modernismo. ⁣ Os seus poemas tornam-se mais ousados, livres e complexos, ao mesmo tempo em que refletem maior dúvida. Segundo o académico Arnaud Sabatier, esta mudança reflete "a redescoberta e o acolhimento do som e das imagens da poesia tradicional malgaxe, da qual se tinha distanciado anteriormente ou que tinha submetido à língua e cultura coloniais". Esses trabalhos posteriores são descritos pela académica Claire Riffard como "as suas imagens mais estranhas, evocando rurais e comuns ao lado de visões oníricas inesperadas, sobrepondo o novo e o esquecido ..." A sua ruptura com a convenção nesse período ofereceu maior liberdade para conciliar a sua identidade conflituante, como através das suas criações bilingues, Presque-Songes (1931) e Traduit de la nuit (1932).

## Legado

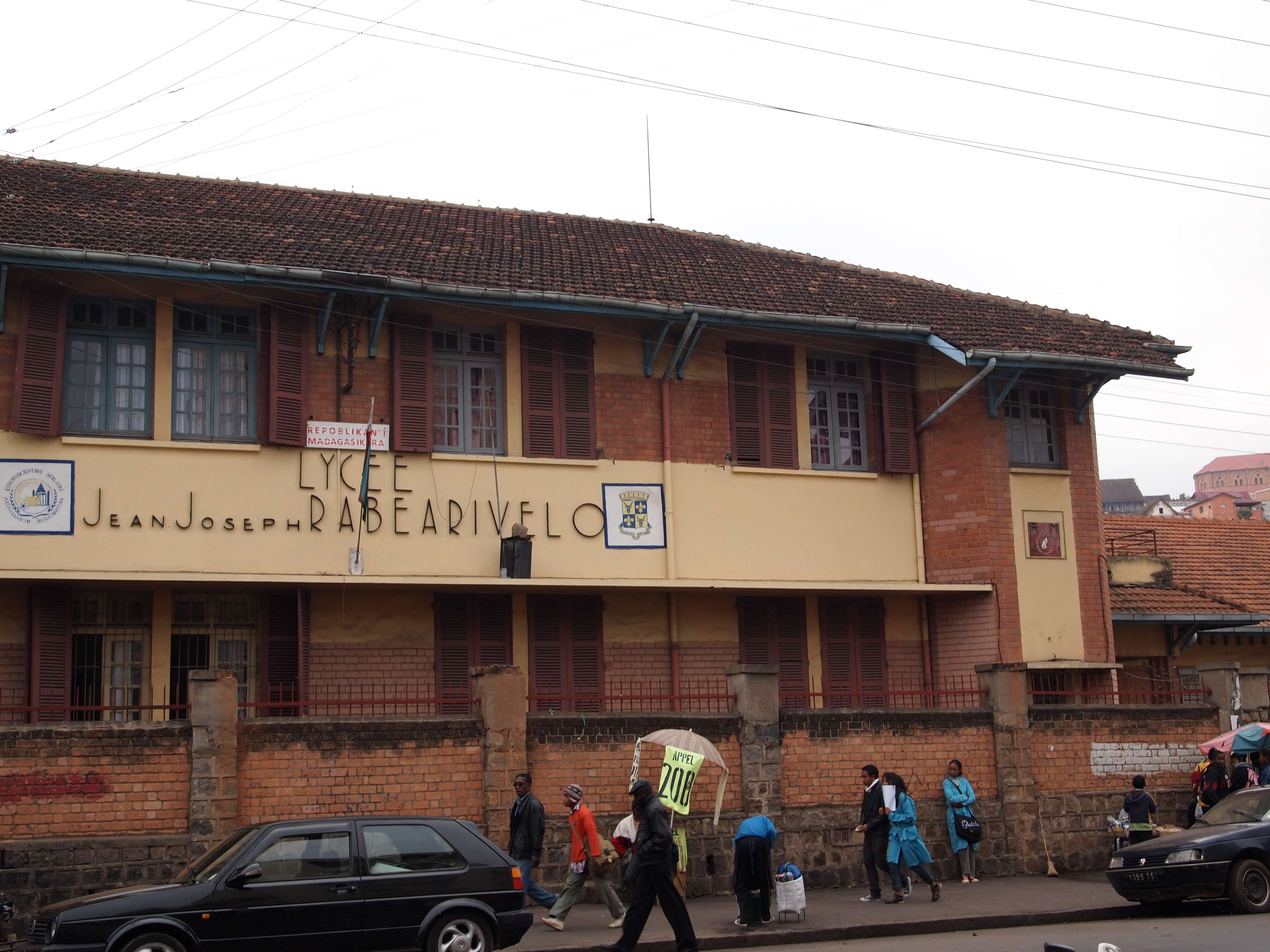
Escola secundária Jean-Joseph Rabearivelo em Antananarivo

Rabearivelo tem sido considerado o primeiro poeta moderno de África. O académico Arnaud Sabatier identifica-o como "um dos escritores mais importantes do século XX". Ele também foi descrito pelo jornalista da Radio France Internationale, Tirthankar Chanda, como "o fundador da francofonia africana" e "o enfant terrible da literatura francesa". Rabearivelo é a figura literária malgaxe mais famosa e influente internacionalmente. Jeune Afrique descreveu-o como "o maior poeta de Madagáscar", um sentimento ecoado por Léopold Sédar Senghor, primeiro presidente do Senegal e fundador do movimento Négritude, que o chamou de "príncipe dos poetas malgaxes". Ele foi descrito pela académica Claire Riffard como "um dos principais fundadores da literatura malgaxe contemporânea", e após a independência nacional em 1960, o governo de Madagáscar afirmou as suas contribuições culturais, promovendo-o a escritor nacional da ilha.
Rabearivelo lutou ao longo da sua vida para reconciliar a sua identidade como malgaxe com a sua aspiração à assimilação francesa e ligação com a maior experiência humana universal. Ele foi retratado como uma figura de mártir como resultado do seu suicídio após a recusa das autoridades francesas em conceder-lhe permissão para ir à França. Foi tema de um número significativo de livros e conferências; no cinquentenário da sua morte o seu trabalho foi comemorado em eventos organizados na América do Norte, Europa e África, incluindo uma conferência de uma semana na Universidade de Antananarivo. Estudos recentes questionaram a elevação de Rabearivelo como mártir colonial, argumentando que o poeta era, em termos gerais, um assimilacionista que não se via como africano.
O Lycée Jean-Joseph Rabearivelo foi inaugurado no centro de Antananarivo no dia 21 de dezembro de 1946 em homenagem ao poeta. Uma sala também foi dedicada ao poeta na Biblioteca Nacional de Madagáscar, localizada na capital.
Ele foi incluído no volume seminal de poesia do movimento Négritude, Anthologie de la nouvelle poesie negre et malgache ("Antologia da Nova Poesia Negra e Malgaxe") de Léopold Senghor, publicado em 1948. Ele inspirou muitos escritores e poetas malgaxes depois dele, incluindo Elie Rajaonarison, um exemplo da nova onda de poesia malgaxe.
A Agência Universitária da Francofonia e o Centro Nacional de Pesquisa Científica de Madagáscar colaboraram para publicar a totalidade das obras de Rabearivelo em três volumes. O primeiro volume, composto pelo seu diário e algumas das suas correspondências com figuras-chave nos meios literários e coloniais, foi impresso em outubro de 2010. O segundo volume, uma compilação de todos os seus trabalhos publicados anteriormente, foi lançado em julho de 2012. As restantes mil páginas de materiais produzidos por Rabearivelo foram publicadas em formato digital. A primeira tradução completa para o inglês da sua obra-prima Traduzido da Noite foi publicada pela Lascaux Editions em 2007.

## Trabalhos
Antologias completas:
- Oeuvres complètes, tome I. Le diariste (Les Calepins bleus), l'épistolier, le moraliste. Edited by Serge Meitinger, Liliane Ramarosoa and Claire Riffard. Paris: Éditions du CNRS, 2010.
- Oeuvres complètes, tome II. Le poète, le narrateur, le dramaturge, le critique, le passeur de langues, l'historien. Edited by Serge Meitinger, Liliane Ramarosoa, Laurence Ink and Claire Riffard. Paris: Éditions du CNRS, 2012.

Poesia:
- La Coupe de cendres. Antananarivo: G. Pitot de la Beaujardière, 1924.
- Sylves. Antananarivo: Imprimerie de l'Imerina, 1927.
- Volumes. Antananarivo: Imprimerie de l'Imerina, 1928.
- Presque-songes. Antananarivo: Imprimerie de l'Imerina, 1934.
- Traduit de la nuit. Tunis: Éditions de Mirage, 1935; Paris: Éditions Orphée La Différence, 1991; Paris: Éditions Sépia / Tananarive: Tsipika, 2007.
- Chants pour Abéone. Antananarivo: Éditions Henri Vidalie, 1936.
- Lova. Antananarivo: Imprimerie Volamahitsy, 1957.
- Des Stances oubliées. Antananarivo: Imprimerie Liva, 1959.
- Poèmes (Presque-songes, Traduit de la nuit). Antananarivo: Imprimerie officielle, 1960.
- Amboara poezia sy tononkalo malagasy. Antananarivo: Éditions Madagasikara, 1965.
- Vieilles chansons des pays d'Imerina. Antananarivo: Éditions Madprint, 1967.
- Poèmes (Presque-songes, Traduit de la nuit, Chants pour Abéone). Paris: Hatier, 1990.

Peças teatrais:
- Imaitsoanala, fille d'oiseau: cantate. Antananarivo: Imprimerie officielle, 1935.
- Aux portes de la ville. Antananarivo: Imprimerie officielle, 1936.
- Imaitsoanala, zana-borona. Antananarivo: Imprimerie nationale, 1988.
- Eo ambavahadim-boahitra. Antananarivo: Imprimerie nationale, 1988.
- Resy hatrany. Antananarivo: Imprimerie nationale, 1988.

Prosa:
- L'Interférence, suivi de Un conte de la nuit. Paris: Hatier, 1988.
- Irène Ralimà sy Lala roa. Antananarivo: Imprimerie nationale, 1988.
- L'Aube rouge. Paris: Bouquins, 1998.

Diversos:
- Enfants d'Orphée. Mauritius: The General Printing, 1931.
- Ephémérides de Madagascar. Edited by M. Eugene Jaeglé. Antananarivo: 1934.
- Tananarive, ses quartiers et ses rues. Edited by E. Baudin. Antananarivo: Imprimerie de l'Imerina, 1936.

Gravações de áudio:
- "Jean-Joseph Rabearivelo". Arquivos de áudio da literatura africana e do Oceano Índico. Radio France Internationale, em cooperação com a Radio Télévision Malagasy. dezembro de 1990.